# Двуноктеста костенурка
Двуноктестата костенурка (Carettochelys insculpta) е влечуго от разред Костенурки. Това е единственият съвременен вид в семейството на Двуноктестите костенурки (Carettochelyidae) и единствена в рода Carettochelys. Обитава сладководни потоци, лагуни и реки в северната част на Австралия и южна Нова Гвинея.
Нетипичен поради наличието на крайници, приличащи на плавници. Ноктите са два на всеки крайник. Цветът на карапакса варира от сиво, през кафяво до маслинено зелено. Липсват рогови щитчета, но повърхността е набраздена и гранулирана. При възрастните индивиди липсва вертебрален кил. Новоизлюпените малки притежават централно разположен кил на карапакса.

## Размери
Карапаксът достига поне до 55 cm.

## Ареал
Сладководен вид, двуноктестата костенурка предпочита реки, потоци, езера и лагуни с подчертани бавни течения и тинести дъна. Обитава регионите на Папуа Нова Гвинея, Австралия.

## Репродуктивни особености
Размножителният период започва от септември и приключва до ноември. Женската отлага от 15 до 30 кръгли (39x40 mm), бели и гладки яйца, в плитка трапчинка.

## Начин на хранене
Храни се с плодове, паднали във водата, както и с листа, стъбла, корени и семена на водни растения. Животинското меню включва живородни охлюви, насекоми и малки рибки.

## Генетични характеристики
Кариотип: 2n = 68

## Подвидове
- Carettochelys insculpta insculpta (Ramsay, 1887)
- Carettochelys insculpta canni (Wells, 2002)